# Tunnelleitzentrale Berlin

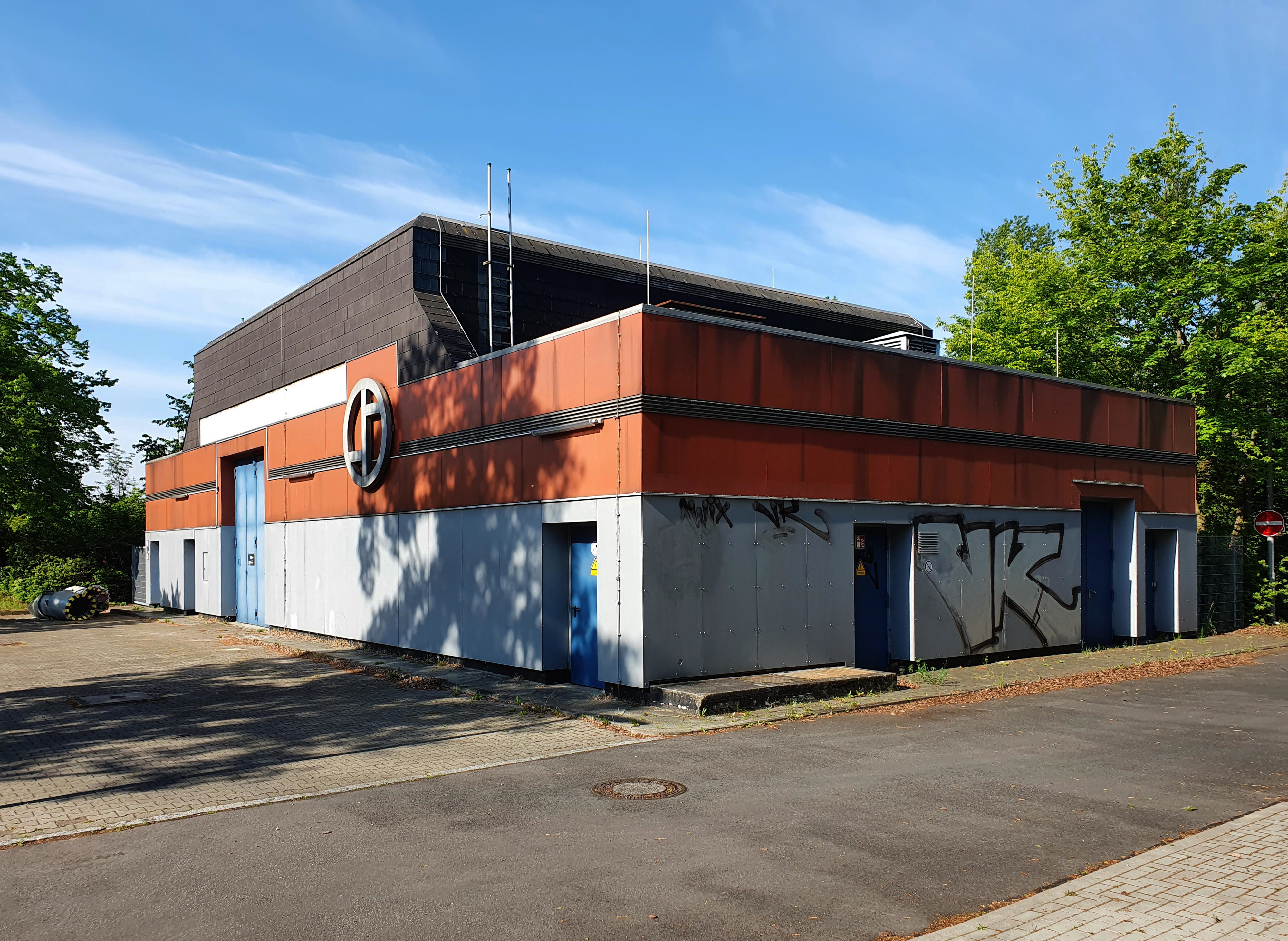
Pumpwerk Scharnweberstraße in der Nähe der Tunnelleitzentrale Berlin

Die Tunnelleitzentrale Berlin (TLZB) befindet sich auf der Freifläche zwischen der Auf- und Ausfahrt Nr. 8 Eichborndamm (BAB A 111) des Tunnels Flughafen Tegel in Berlin. Die Inbetriebnahme erfolgte 1979. Eine umfassende Modernisierung erfolgte 2004–2005. Diese war zwingend notwendig geworden, da insbesondere die sicherheitstechnischen Einrichtungen des angrenzenden Tunnels Flughafen Tegel nicht mehr den Richtlinien für die Ausstattung und den Betrieb von Straßentunneln (RABT) entsprachen.
Die Daten der Sensorik werden zusätzlich an die Verkehrsregelungszentrale (VKRZ) in Tempelhof übertragen.

## Aufgaben
In den Aufgabenbereich der Tunnelleitzentrale fallen die Überwachung aller technischen Einrichtungen von Straßentunneln per Ferndiagnostik und Video. Die Videoüberwachung umfasst 218 Kameras.
Weiterhin gehört zu den Aufgaben die Alarmierung und Unterstützung von Rettungs- und Einsatzkräften.

## Überwachte Tunnel
Die Gesamtstrecke der überwachten Straßentunnel beträgt 9,1 km, und umfasst folgende Einrichtungen:
- Beyschlagsiedlung (TBS)
- Altglienicke (TAG)
- Rudower Höhe (TRH)
- Tunnel Rathenauplatz (TRP)
- Tunnel Feuerbachstraße (TFS)
- Tunnel Innsbrucker Platz (TIP)
- Überbauung Schlangenbader Str. (ÜBS)
- Tunnel Tegel Ortskern (TFO)
- Tunnel Forstamt Tegel (TFA)
- Tunnel Flughafen Tegel (TFT)
- Tiergarten Spreebogen (TTS)
- Ortsteil Britz (TOB)

## Modernisierung
Die veralteten technischen Einrichtungen der Tunnelüberwachung wurden auf IP-basierte Systeme migriert. So kommen erstmals per Voice-over-IP angebundene Notrufsäulen in Straßentunneln zum Einsatz.